# 傑瑞米·諾森
傑瑞米·菲利普·諾森（英語：Jeremy Philip Northam，1961年12月1日—）是英國的一位演員。他出演過《高斯福大宅謀殺案》等電影和《都鐸王朝》等電視劇。諾森出生在劍橋。